# 부눈족

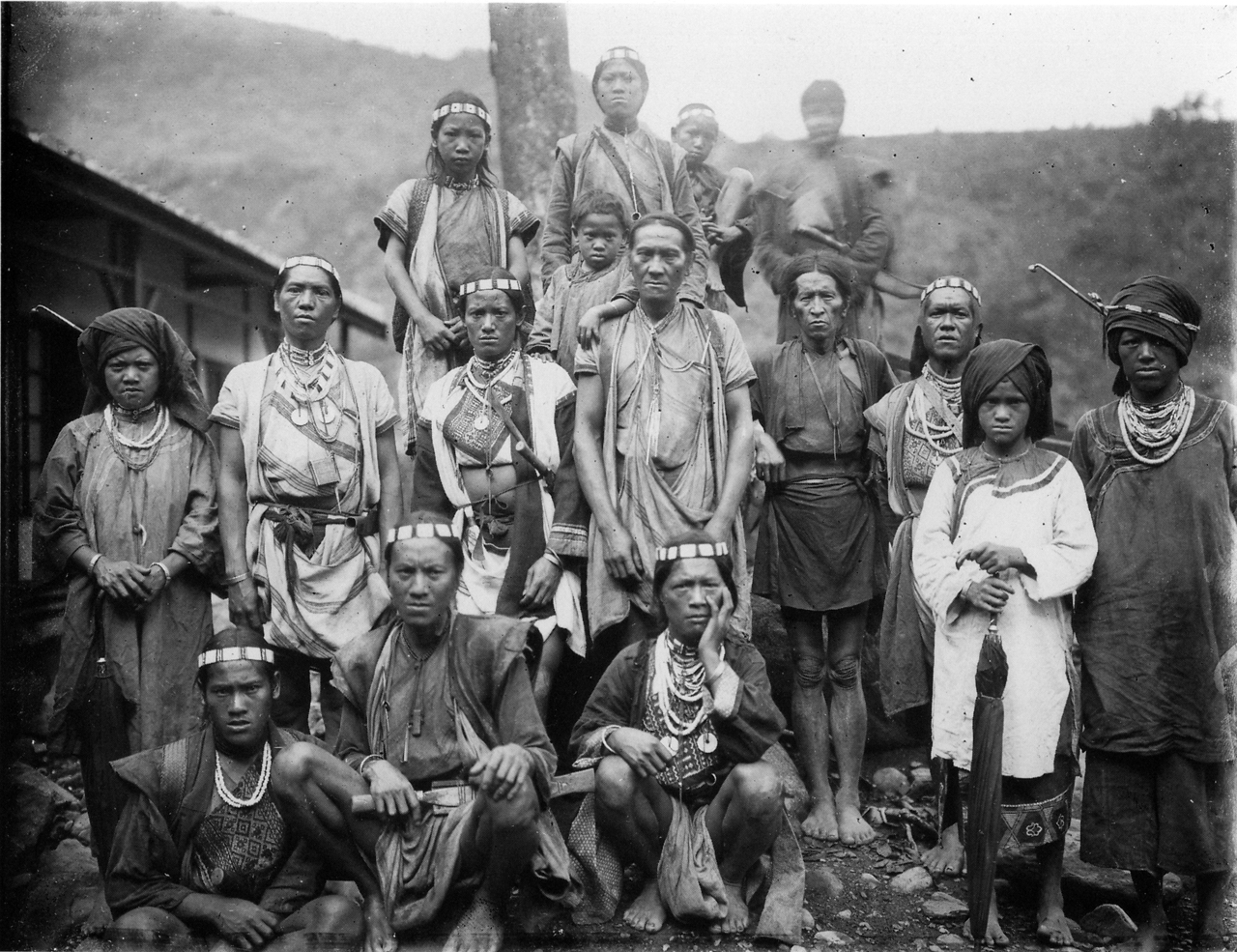
토리이 류조가 촬영한 1900년의 부눈족

부눈족(Bunun / Vonum, 중국어: 布農族 부눙족[*])은 대만 원주민족의 하나이다. 언어는 부눈어를 사용한다. 다른 대만 원주민 집단과 달리 섬의 중앙 산맥 지역에 넓게 퍼져 살았다. 2000년 기준 인구는 41,038명으로 대만 전체 원주민 인구의 약 8%에 해당하며 네 번째로 큰 원주민 집단이다. Takbunuaz, Takituduh, Takibaka, Takivatan, Isbukun이라는 5개의 뚜렷한 공동체로 나뉜다.

## 같이 보기
- 대만 원주민
- 부눈어